# 삼성전자로지텍
삼성전자로지텍은 삼성전자의 로지스틱스와 테크놀로지의 합성어로  삼성전자의 100% 지분율 갖고 있는 물류 자회사로, 삼성전자의 종합 물류관리 대행 기업이다. 1998년 4월 삼성전자의 물류 조직에서 '토로스물류 주식회사'로 분사하였으나 2003년 '삼성전자로지텍 주식회사'로 사명을 변경 후 현재 삼성전자의 자회사로 운영하고 있다.
주요 물류서비스는 삼성전자 전 생산제품 및 서비스 자재를 대상으로 국내판매물류, 해외판매물류 및 B2B설치의 전략 및 운영 업무를 전담하여 수행하고 있으며, 수원, 광주, 구미 등의 생산거점 및 전국 주요지역에 물류 네트워크를 구축하고 있다.
삼성전자로지텍은 530여 종업원과 8,600여 명의 협력사 임직원은 3,200여 국내 판매점과 최종 고객, 해외 600개 거래선에 대하여 물류서비스 제공하고 있다.